# Кава
Ка́ва (від араб. ķahva), розм. ко́фе (від нід. koffie) — напій, який виготовляють зі смаженого насіння плодів — «бобів» кавового дерева. Каву особливо вподобали через неабиякий підбадьорливий ефект, завдяки вмісту алкалоїдів кофеїну й теоброміну. Культ кави має значення в кулінарних традиціях багатьох культур світу.
Відповідно до відомостей, кава є другою за об'ємами споживання речовиною на Землі після води (згідно з іншими — другим після води є чай).
Щороку 1 жовтня — Міжнародний день кави.

## Походження назви
Українське слово «кава» походить від тур. kahve (осман. قهوه), можливо, через польське посередництво (kawa). До турецької це слово потрапило з арабської (араб. قهوة, кахўа), де воно спочатку мало значення сорту легкого вина. Варто зазначити, що саме слово «кахўа» араби не вживали ні як напій, ні як рослину, які вони звали «бунн» (араб. بن) — ймовірне, від його назви мовою оромо («бун»). Походження слова «кагва» невідоме.
- Згідно з однією з версій, воно походить від араб. قهي («не відчувати голоду»), що пов'язують зі здатністю напою створювати ілюзію ситости[8][9]. Інша версія пов'язує його з араб. قوة («сила», «наснага»), тобто «напій, що надає сил».
- Поширеною є етимологія, яка виводить назву напою від «Каффа» — назви держави на території сучасної Ефіопії[2][8] (утім, існує навіть версія, яка виводить назву країни від назви напою)[10] — проте достатніх підстав вона не має.
- Третя версія пов'язує «кагва» з семітським коренем qhh («темний колір»), тлумачачи його як «темний напій»[7].

## Види кави
Основними торговими видами кавових бобів є арабіка й робуста. Робуста як рослина є набагато витривалішою, проте якість напою з робусти значно нижча ніж в арабіки — тому робусту використовують виключно в блендах. Менш розповсюдженою є ліберика, що не має харчової цінности.

## Історія

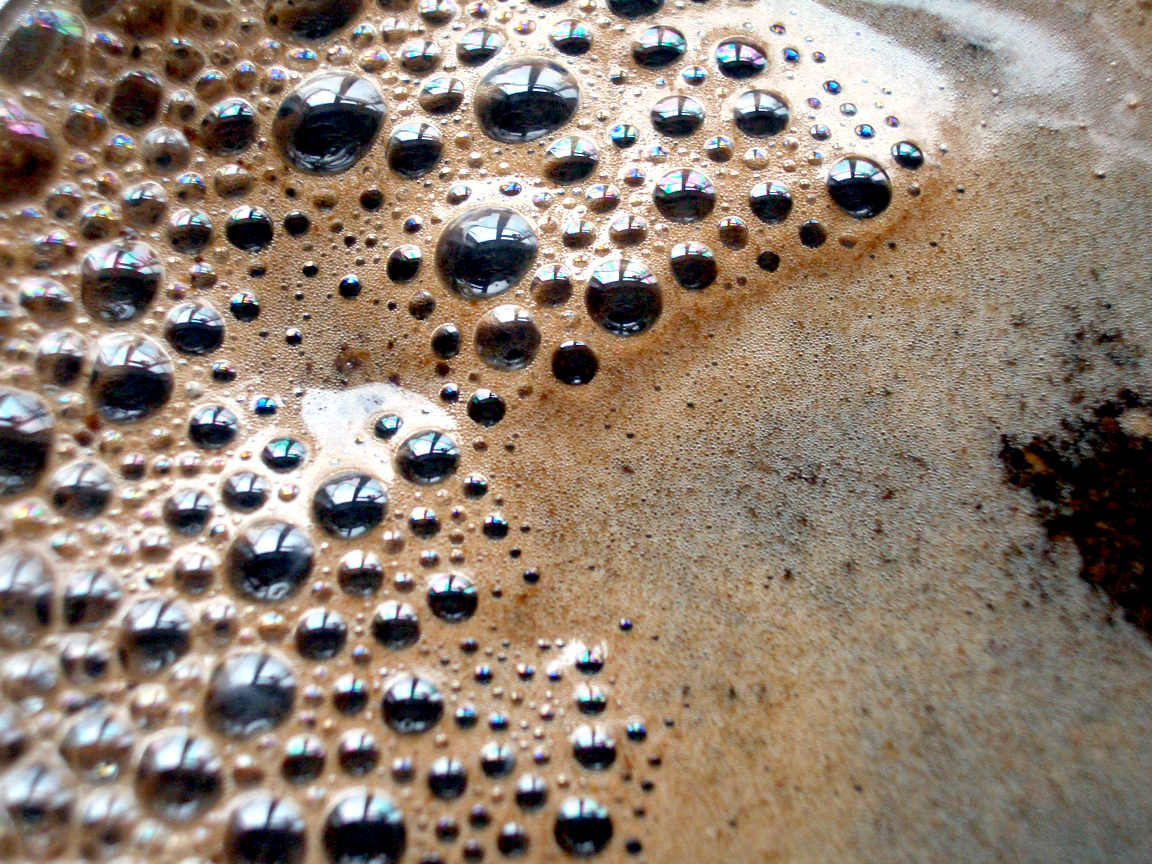
Кавова пінка

### Винайдення кави

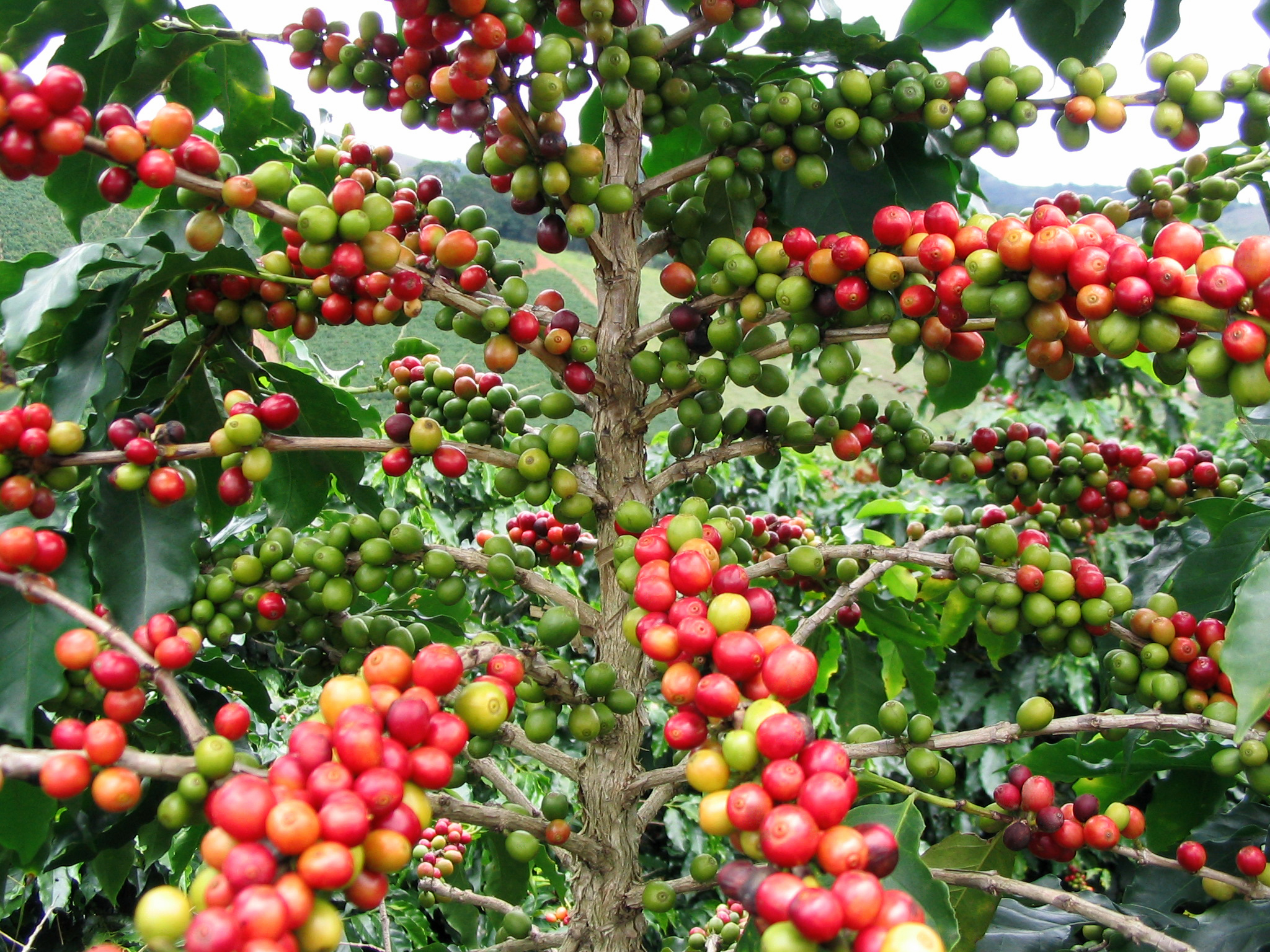
Кавове дерево

Існує багато легенд і версій відкриття людьми кави як напою, але майже всі вони називають батьківщиною кави Ефіопію.
Тонізуючі властивості плодів кавового дерева були відомими з VI сторіччя — першими на них звернули увагу племена галла (оромо). Вони робили з кавових ягід та тваринного жиру кульки, які брали, щоб підтримувати сили в далеких переходах. Досить рано — під назвою бун — кавові ягоди стали відомими й арабам, які жили в Ємені.Із науковців першим їх описав перський лікар та алхімік Абу Бакр Мухаммад ібн Закарія Ар-Разі — в Європі відомий під іменем Разес. Хусейн ібн Сіна, більше знайомий нам як Авіценна — розповідав про властивості напою з кавових ягід, який він називав бунхум. Проте напій з кавових зерен — власне кава — не був відомим аж до XV сторіччя.
Відомо кілька легенд про походження кави. Однією з найпоширеніших є розповідь про кмітливого пастуха Калді, чиї кози поїли листя кавового дерева і стрибали після цього, немов навіжені. Згідно з більш реалістичною версією винахідником кави суфій Омар із єменського міста Моха. Змушений ховатися від заздрісників він залишився без їжі — лише з кавовими зернами і вирішив зварити з них напій, смак якого йому настільки сподобався, що він вирішив пригостити ним перехожих прочан, які опісля рознесли рецепт до інших міст і країн.

### Поширення напою
Споживання кави швидко набуло поширення арабським світом. У Мецці 1511 року його намагалися заборонити, проте наказ швидко скасували. Такими ж безуспішними й нетривалими були спроби заборонити вживання кави османськими султанами Сулейманом Пишним, Мурадом IV і Мехмедом IV.

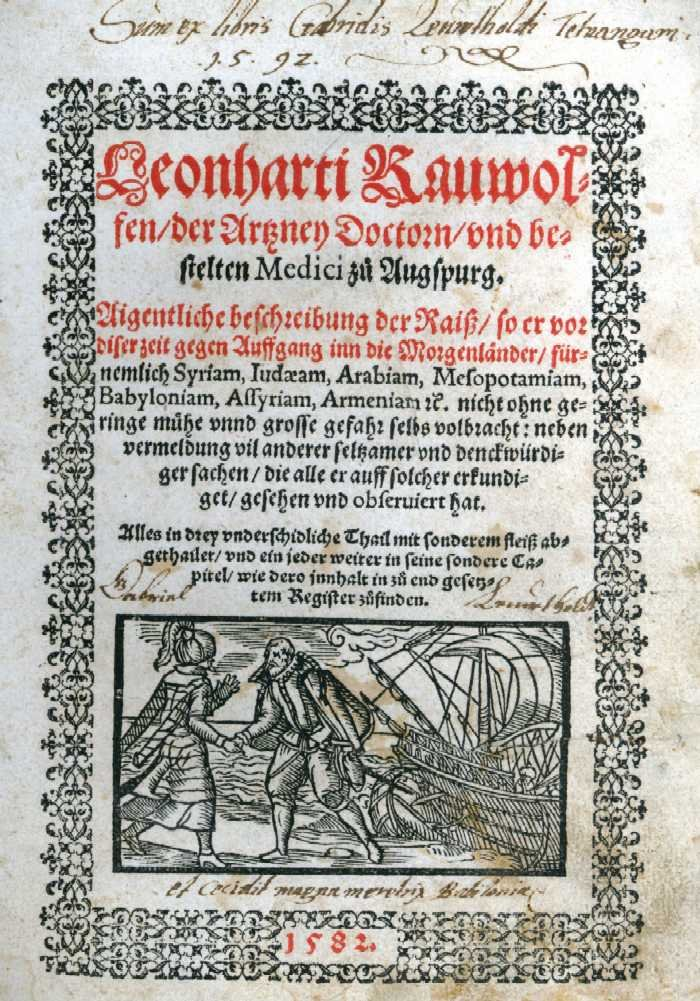
Лист із книжки Раувольфа

Першим із європейців з «напоєм чорним, як чорнило» познайомився німецький ботанік Леонард Раувольф під час мандрівки до Сирії. Враження ж він висвітлив у книжці, виданій у Франкфурті 1582 року.
1591 року італійський лікар Просперо Альпіні, який супроводжував венеціанське посольство до Єгипту, надав перший у європейській літературі опис кавового дерева:

«В одному з єгипетських садів бачив я дерево, що приносить насіння — усім тут відоме й вельми поширене: із нього араби і єгиптяни готують улюблений свій напій, який усі п'ють замість вина — і в готелях продають так само, як у нас вино, а називають його — „Кофа“. Насіння його привозять зі щасливої Аравії.
Деревце схоже на бересклет, але тільки листки товщі, жорсткіші і вічнозелені. Настій п'ють для зміцнення шлунку, для збудження травлення, від завалів і пухлин печінки та селезінки».

Спочатку каву поширювали як ліки — засіб від найрізноманітніших хвороб (від шлункових колік до істерії). Пити напій із кавових зерен першими з європейців призвичаїлись моряки кораблів, що перевозили вантажі з одних до інших мусульманських країн.
Згодом досвідчені «морські вовки» поширили вказані звички й на батьківщині — разом із засобами для приготування кави. Відомо, скажімо, що на кораблі «Мейфлавер», яким 1620 року перші колоністи дісталися майбутніх Сполучених Штатів, вже була ступка для подрібнення кавових зерен.
Першу в Європі кав'ярню відкрили 1632 року в італійському місті — Ліворно.
Першу кав'ярню у Лондоні 1652 року відкрив грек. Ця кав'ярня під назвою «Віргонія» відкрита й досі. Англійцям кава припала до душі — 1715 року в Лондоні було понад 3000 кав'ярень. Кав'ярні стали такими собі громадськими установами. Люди різних професій або політичних партій ходили в певні кав'ярні. Наприклад партія вігів мала свій клуб у кондитерській «Кит-Кет» (Крістофера Кета). Люди, які шукали когось, питали не адресу цієї людини, а яку вона відвідує кав'ярню: «Віль», «Баттон», «Байта» або «Грецьку», що були особливо відомими наприкінці XVII століття. У кав'ярнях дізнавались останні новини (тоді газет не було), обговорювали питання політики, літератури, мистецтва. Там давали поради лікарі, адвокати, а також укладали торговельні угоди. 
1669 року до Франції прибуло османське посольство, яке очолював Сулейман Мустафа-ага. Людовик XIV був зацікавлений в союзі зі Стамбулом, тому надав османському представнику в розпорядження розкішний палац Сен-Жермен-ан-Ле, в якому той влаштовував прийняття. Упродовж заходу гостей пригощали кавою — її розносили в порцеляновому посуді темношкірі слуги. Ці екзотичні вечірки настільки захопили французьку знать, що вона призвичаїлась до «турецького напою», який сподобався й самому Людовику XIV. Французи з часом стали взірцем для монархів, дворів та шляхти інших європейських держав — хоча й з труднощами, адже «аристократичний» порцеляновий посуд, моду на який започаткував Сулейман Мустафа-ага, був тонкостінним і привозили його аж з Китаю, де чашки ніколи не мали ручок. Тож, якщо кава була надто гарячою, філіжанкою можна було просто обпекти пальці. Чимало знатних дам скаржилися й на незвичний смак модного трунку — деяких від нього взагалі нудило. Утім каву все одно пили, адже так робили у «самому Версалі».

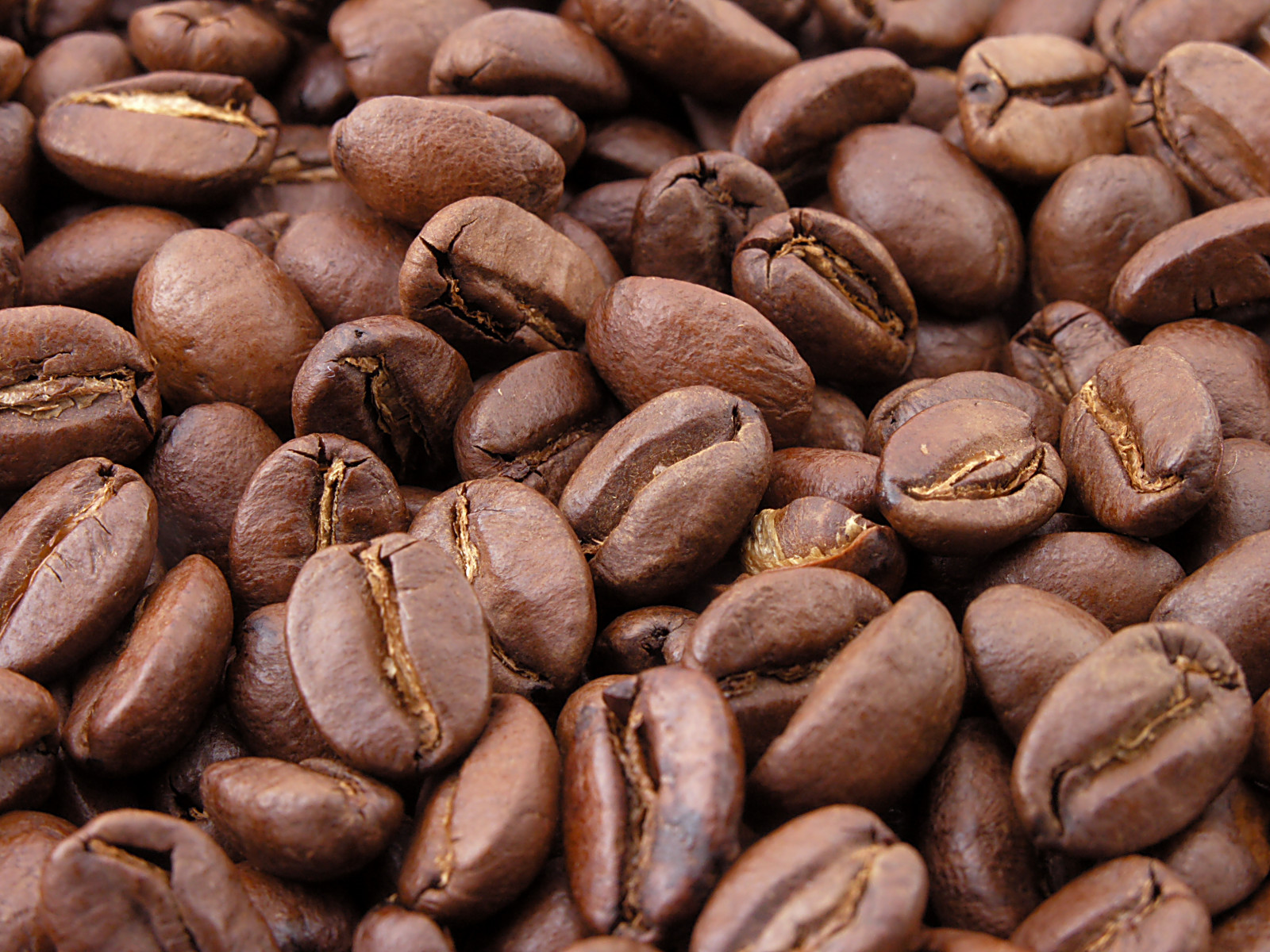
Смажені кавові боби

Проти «турецького напою» висловлювалися й численні лікарі, які називали пиття кави «жахливою пристрастю й тиранічною звичкою». Деякі стверджували, що кава скорочує життя, і наводили приклади, ніби французький міністр Коблер начебто спалив собі шлунок, вживаючи каву при нічній роботі, або ж мов одна принцеса померла від кави, яка завдала в шлунку сто наривів, чи ніби у фламандського губернатора від кави утворився рак на руці тощо

### Кава в Україні
На території сучасної України каву пили з XVI сторіччя. Саме тоді до напою призвичаїлися мешканці Кримського ханства та залежних від Османської імперії причорноморських територій. Кримський хан Гази II Ґерай у поезії «Кава і вино», написаній зимою 1602—1603 років, згадував про напій, як про щось звичне для кожного.
Знайомою кава була й козакам, чимало з яких відвідували османські володіння або перебували в кримському/османському полоні. Швидше за все саме в полоні призвачаївся до кави і Богдан Хмельницький — перший з українців, про захоплення якого кавою відомо з письмових джерел. Цікаво, що кава була серед дарів, які привіз гетьманові патріарх Антіохійський Макарій III (разом із християнською святинею — каменем із Голгофи з кров'ю Христовою) у 1654 році Цікавим фактом є, до речі, невелика кількість зерен — патріарх привіз їх навіть не в мішку, а в посудині. Немає жодних свідчень і про те, що каву подавали до столу під час гетьманських бенкетів — тож швидше за все пристрасть Хмельницького до кави була особистою, якщо не сказати «інтимною». Тож кава ще довго залишалася в Україні «приватним» напоєм.
1672 року султан Мехмед IV захопив Поділля. У Кам'янці, який зробили столицею приєднаних османцями земель, життя облаштували на турецький лад — зокрема започаткували вживання кави та заснували перші кав'ярні..

Структура кавового зернятка: 1 — центральна боріздка; 2 — ендосперм; 3 — епідерміс (срібляста плівка); 4 — ендокарп; 5 — пектиновий шар; 6 — мезокарп (плодова м'якоть); 7 — екзокарп

У Києві з кавою познайомилися не пізніше 1679 року, коли до міста для будівництва фортечних укріплень прибули шотландські військові на чолі з Патріком Гордоном, відомим своєю пристрастю до цього напою. Каву подавали на вечірках-асамблеях, які влаштовував Гордон. Щоправда гіркий смак кави не сприяв її популярності серед киян. А стараннями митрополита Гедеона Святополка Гордона невдовзі перевели з Києва.
Із часом каву все охочіше вживала козацька старшина. Вважають, що любителем цього напою був Іван Мазепа. У Батурині зберігають металеву філіжанку, що, як вважають, належала цьому гетьману. Каву згадує у своїх щоденниках і Пилип Орлик (він називає напій «каффа»), і генеральний підскарбій Андрій Маркович (він віддає перевагу назві «кагве»). Останній залишив такий опис старшинського бенкету: «На столі під час бенкету не знати, чого було більше — свого чи закордонного. Домашнє господарство доставляло м'ясо, ковбаси, гусей, качок і всяку дробину, сир, сметану, рибу, дичину, сушені яблука, дулі та сливки, повидло, горіхи приливані й смажені, варення всяке й напої. Усе те готували вдома. Однак не менше смаколиків привозили купці з різних сторін: цукор у головах, цукор льодовий, помаранчеву шкірку, цитрини, мигдаль, родзинки, імбир, гвоздику, чай, каву, кав'яр, лососі, осетрину, сьомгу й усяку іншу рибу, вина, чужосторонні горілки та наливки».
Саме під час свого «українського походу» до кави призвичаївся й шведський король Карл XII. Можливо, нею її союзника під Полтавою пригощав усе той же Мазепа. Хоча згідно з іншою версією це сталося вже в Бендерах, де король опинився разом із гетьманом та його соратниками. У будь-якому разі, після повернення на батьківщину саме Карл XII зробив каву популярною серед своїх співвітчизників.
До середини XVIII сторіччя кавники стають звичними в списках приватних речей української старшини й офіцерів — і не лише вищих. Із того часу до нас дійшла й кумедна назва «лембік». Слово це походить від арабського «аламбік» — перегінний куб, але в Україні так іменували, спочатку іронічно, а потім — і цілком звично: і казанки, і кавники. А кавові зерна згодом навіть умістили до «пакету» матеріального утримання київських посадовців — так званої акциденції. Кавовий «пайок», скажімо, отримував перший головний архітектор Києва Андрій Меленський.

### Як і де купували, готували та пили каву у Києві протягом трьох століть
По-справжньому смак кави кияни оцінили лише в другій половині XIX століття — насамперед завдяки модним кондитерським: тоді в центрі міста працювало чимало таких закладів — відкритих, як правило, іноземцями.
Мережа кав'ярень варшавського емігранта Францішека Голомбека: усі три заклади — неподалік від Хрещатика. Особливістю цих кав'ярень була заморочена кава, яку подавали із зацукрованими фруктами та морозивом — звісно, її дуже цінувала молодь.
Вишукана кондитерська швейцарця Семадені на розі Хрещатика та Інститутської знаходилася поруч з Київською біржею. Маклери та банкіри за чашкою кави підписували угоди та рахували прибутки. Тож кава стала певним атрибутом достатку, супутницею тихих грошей. Якщо заклади Голомбека нагадували французькі, то кондитерська Семадені скоріш була схожою на англійські кав'ярні ділового Лондона. Чашка кави у Семадені коштувала 20 копійок, чай — 5 копійок. У той час обід в гарному закладі обходився у 30 копійок, а в недорогій їдальні можна було поїсти за 10. Фішка закладу — свіжа газета, незмінна супутниця до чашки кави. Це було одне з найбагатших на новини місць Києва, тут виписували не тільки купу газет та журналів імперії, а й іноземні видання з Європи. Тож традиція гортати газету за чашкою кави швидко прижилася у фінансових колах.
У демократичній «Варшавській» кав'ярні на розі Лютеранської і Хрещатика збиралася столична богема. Тут готували каву не таких дорогих сортів, як у Семадені чи Голомбека, але й коштувала вона значно дешевше. Фішка закладу — шахи. Відвідувачі годинами сиділи за чашкою кави та шаховою партією.
Найкрутішою кав'ярнею початку двадцятого століття була кондитерська на розі Хрещатика і Прорізної. Заснував її виходець з Пруссії Георг Дортенман. На честь власника вона мала ім'я «Жорж». Тут пили каву з порцелянових горняток, заварювали тільки найдорожчі сорти Ява Мокка, а торти «від Жоржа» стали культовими солодощами столиці на той час.

### Юрій Кульчицький та історія кави

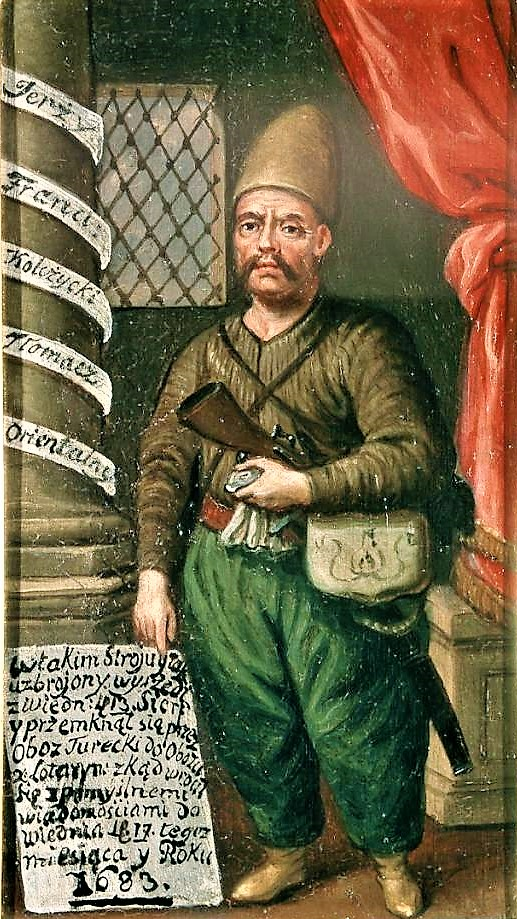
Юрій Кульчицький

Зміну ставлення до кави пов'язують із облогою Відня 1683 року, героєм якої став виходець із Самбірщини Юрій Кульчицький. За дорученням віденського бургомістра Лібенберґа, Кульчицький вибрався з обложеного міста та через османські лінії дістався до табору австрійського головнокомандувача князя Карла Лотаринзького, що йшов на допомогу віденцям. Галичанин передав листа, розповів союзникам про становище в місті та повідомив про план координації бойових дій обложеного міста і військ союзників. 17 серпня він повернувся до міста, а 12 вересня об'єднані сили союзників завдали поразки османській армії і тим врятували місто, а він за те був щиро нагороджений віденцями — у тому числі 300 мішками кави з османського обозу.
Кульчицький відкрив у подарованому йому будинку кав'ярню «Під синьою пляшкою», де продавав філіжанку кави за крейцер. Чи була вона у місті першою, дослідники сперечаються й досі. Дехто вважає, що Кульчицького випередив інший підприємець, вірменин Ованес Діодат, який заснував свій заклад за рік до Кульчицького. Утім, якщо навіть Юрій був першим, його кава спочатку не надто приваблювала віденців. Не допомагали навіть незвичні рекламні витівки: господар кав'ярні вдягав турецький одяг, пропонував напій на виніс, але все марно. Аж поки Кульчицький не здогадався додавати до кави молоко — це відкриття не лише прославило винахідника, а й перетворило Відень на одну з «кавових столиць» Європи. Кульчицький змінив смак напою — і тим самим зробив його не лише модним, але й справді привабливим — зокрема й для тих, хто раніше просто змушував себе його пити.
Невдовзі вдалося вирішити й проблему з посудом. Із відкриттям Йоганном Бетгером 1709 року секрету порцеляни, її почали виготовляти в Європі. У Відні, за переказами, здогадалися робити філіжанки з вушками — за прикладом традиційних, хоча й більших за розмірами кухлів. Ще однією новинкою стало блюдце — маленька тарілочка, до якої виливали трохи кави, щоб вона швидше охолоджувалася. Згодом блюдце почали використовувати і як підставку для чашки.

### Поява кавових плантацій поза Аравією
Чим популярнішою ставала кава, тим наполегливішими були спроби вирощувати каву в інших країнах. 1658 року голландці спробували вирощувати каву на Шрі-Ланці, але успіху не мали. Французи висадили кавове дерево в Бургундії — із тим самим результатом. 1670 року індійський прочанин на ім'я Баба Будан зі вкрадених в Аравії «живих» зерен, виростив деревця, які дали початок кавовим плантаціям у Майсурі на півдні Індії — звідти їх викрали ті ж голландці. 1699 року Генрік Звардекроон створив на Яві плантацію, завдяки якій вдалось забезпечити саджанцями всю Яву — а згодом й інші острови Малайського архіпелагу.
Сіянці кави в голландців одразу ж спробували поцупити французи, але невдало. Лише 1714 року мер Амстердама подарував одне кавове дерево Людовику XIV. Уже через три дні рослина опинилася в паризькому ботанічному саду і над нею почали «чаклувати» французькі вчені. За кілька років перші кавові плантації були засновані на Маскаренських островах в Індійському океані. 1720 року саджанці кавового дерева висадив на Мартиниці капітан Габріель де Кліє — а звідти вони потрапили до Гваделупи, Гвіани та інших французьких колоній.

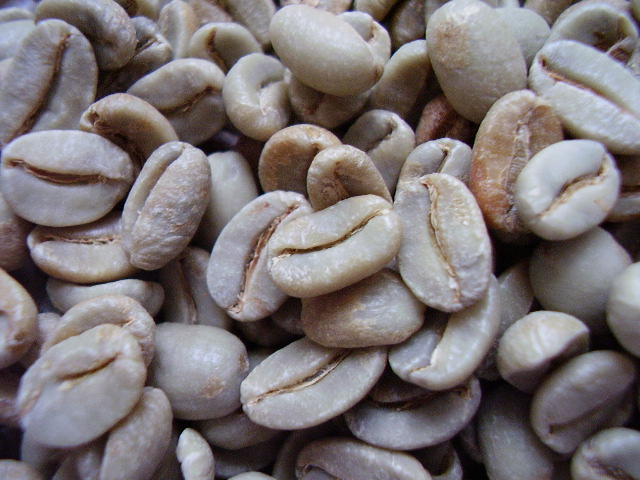
Сирі кавові зерна

1727 року, під час перемовин щодо кордону між колоніями, які відбувалися в столиці Гвіани, португальський посланець (і, як тепер зрозуміло, шпигун) лейтенант Франсіску ді Мела Пальєта зблизився з дружиною французького губернатора. На знак подяки закохана дама під час прощання подарувала йому розкішний букет, у якому були заховані насіння й один саджанець кавового дерева.
1730 року перші кавові плантації з'явилися в британських володіннях — на Ямайці. З 1740 року каву почали вирощувати іспанці: спочатку на Філіппінах — з паростків, вивезених з Яви, а потім на Кубі — з сіянців, позичених із Гаїті.
У XVIII ст. прусський король Фрідріх II, прагнучи збільшити казну на нові війни, обклав споживання модного кавового напою високим митом. Проте кава надходила з-за кордону в невеликих кількостях і давала надто малий дохід. Тоді Фрідріх найсуворіше наказав вченим віднайти натуральній каві замінник (ерзац). 1790 року з'явилась кава з цикорію, а перед тим — напої з жолудів, ячменю, жита й інших рослин (зі смажених коренів кульбаби). Спершу ці рослини застосовували для фальсифікації напою з натуральної кави, потім їх почали рекомендувати особам, яким «натуральна кава протипоказана за станом здоров'я».
Згодом відомий композитор Йоганн Себастьян Бах (1685—1750) написав «Кавову кантату».
Станом на 1964 рік Бразилія — найбільший виробник кави на світовому ринку. Щоб затримати падіння цін на каву, нерідко знищують до 65 відсотків урожаю кави.

## Приготування кави

### Змішування
За допомогою змішування отримують каву з незвичним поєднанням властивостей для отримання збалансованого продукту, в якому посилені такі бажані якості, як приємний смак, аромат, насиченість і привабливий зовнішній вигляд.

### Обсмажування
Обсмажування — один із головних етапів в отриманні кави. При обсмажуванні зелені кавові зерна збільшуються в об'ємі і міняють колір із зеленого на коричневий.
Смак кави формується за допомогою багатьох складних ароматичних хімічних сполук. У залежності від того, властивості яких сполук хочуть проявити, підбирається оптимальний режим обсмажування.
Як правило виділяють 4 ступені обсмажування: найлегший ступінь обсмажування називається скандинавським, темніший — віденською, ще темніше — французьке обсмажування, найтемніший ступінь — італійським.
У європейській кавовій традиції, як правило, кава темного обсмажування використовується для приготування еспресо, легкий ступінь обсмажування використовується частіше для заварювання кави у френч-пресі.
Іноді виділяють більше ступенів обсмажування.
| Стадія        | Властивості зерен                                                                              | Втрата ваги | Agtron | Температура, °C | Ознаки |
| ------------- | ---------------------------------------------------------------------------------------------- | ----------- | ------ | --------------- | --- |
| Несмажена     | Сирі боби, 12 % вологість.                                                                     | 0,0 %       | 99—81  | Кімнатна        | Зелені (блідо-сірі із зеленим відтінком) та гладенькі. |
| Коричнева     | Виділення пари змушує біб розширюватися.                                                       | 13,0 %      | 80—75  | 93—135          | Світло-коричневий колір. Легка насиченість смаку, слабкий аромат із хлібним запахом. Відсутність олії на поверхні.                                                    |
| Американська  | Боби продовжують збільшуватися в розмірах. Чути «перший крак». Вміст кислоти вищий, ніж цукру. | 14,0 %      | 74—65  | 168—190         | Помірного світло-коричневого кольору, із сухою поверхнею, з «кислинкою», збережені відмінності між зернами, властиві зеленим бобам. Збільшуються в розмірі.           |
| City (міська) | Сильне збільшення розмірів бобу. Закінчується стадія «першого краку»                           | 15,0 %      | 64—60  | 198—218         | Боби тріскаються (крак) від газів, що виділяються. |
| Full City     | Зерна сильно збільшуються. Баланс кислот і цукру. Початок стадії «другого краку».              | 16,5 %      | 60—50  | 223—229         | Коричневого кольору середньої насиченості, в основному з сухою поверхнею, місцями з'являються сліди олії. Збалансована кислотність, повна насиченість смаку.          |
| Віденська     | Втрачена більша частина газу, кінець стадії «другого краку».                                   | 17,0 %      | 49—45  | 229—235         | Яскравого коричневого кольору, поява крапель олії на поверхні зерен, поява солодкувато-гірких тонів смаку. Приглушена кислотність, сильна насиченість.                |
| Espresso      | Зменшення аромату, карамелізація цукру.                                                        | 18,0 %      | 44—35  | 235—240         | Темна блискуча поверхня з плямами олії. Солодкувато-гіркий смак домінує. Кислотність приглушена.                                                                      |
| Французька    | Радикальне зменшення кислотності, карамелізація цукру.                                         | 19,0 %      | 34—25  | 240—246         | Темного чорного кольору, зерна покриті олією. Запах паленої олії. Відмінності, характерні для зеленої кави повністю приглушені. Гіркий — солодко-гіркий смак домінує. |
| Італійська    | Зерно втрачає характерний аромат кави.                                                         | 20,0 %      | 24—15  | 246—262         | Чорна, суха блискуча поверхня. Домінує палений гіркий смак. |

- Кислотність — це один зі специфічних термінів, який означає приємну гостроту смаку, а не кислий смак недостатньо обсмаженої кави.

### Способи приготування кави

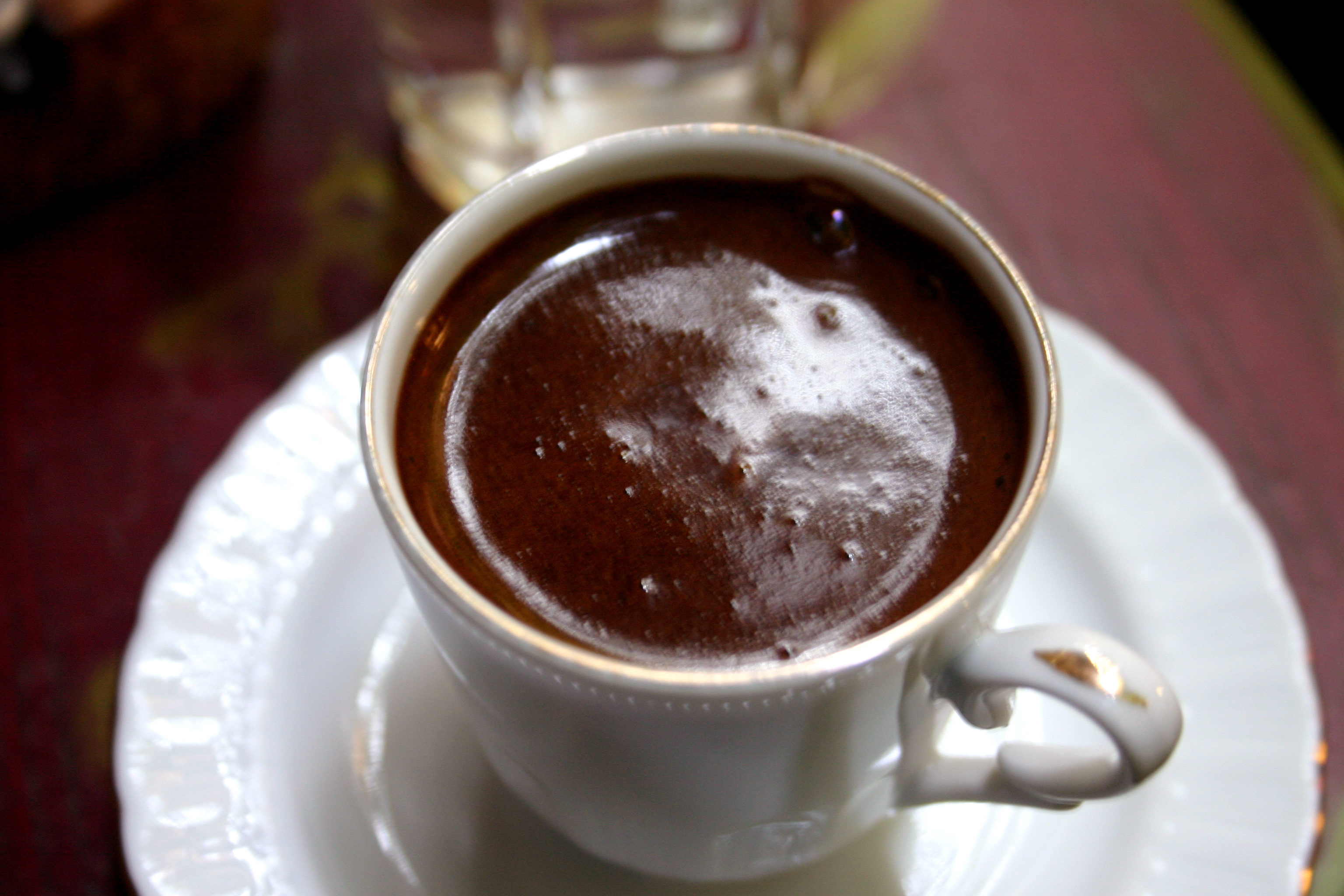
Кава по-східному

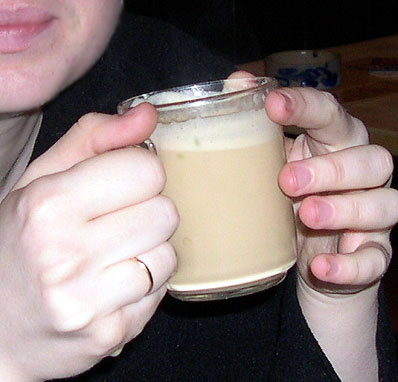
Кава з молоком.

- Кава по-східному готується в так званій джезві (турці). Часто використовуються спеції, такі, як кардамон, кориця і тому подібні.
- Кава-фільтр, американський, «Крапельниця» — більшість домашніх кавоварок працюють за «гравітаційним» принципом: гаряча вода капає на лійку з фільтром, в якій лежить мелена кава.
- Френч-прес — спеціальна колба (зазвичай скляна або металевий термос), в якій поршень з ситом відокремлює кавову гущу від напою.
- У гейзері, кава по-неаполітанськи. Гейзер складається умовно з трьох частин: в одну заливають воду, в іншу засипають мелену каву, а в третій через деякий час виявляється готовий напій.
- Копі бубук — індонезійський спосіб. Кава дуже дрібного помелу заливається в чашці окропом. Копі бубук робиться дуже міцним та дуже солодким. Таким чином готують, наприклад, «копі лювак».
- Пуровер — спосіб заварювання невеликої порції кави шляхом поступового проливу гарячої води крізь каву. Крапельниця та фільтр допомагають контролювати швидкість, з якою вода протікає та витягує смак із кавової гущі до напою в чашці.
- Еспресо (італ. espresso) — отримують за допомогою спеціальної еспресо-машини, в якій через мелену каву під тиском подається гаряча вода нагріта до температури 88-91 °C. Один із варіантів приготування еспресо — застосування кавоварок, що працюють за технологією ESE, в яких використовуються спеціальні одноразові пакетики з уже відміряною точною порцією меленого зерна, розрахованого на одну порцію готового напою, що отримали назву чалди. На основі еспресо зазвичай готується:

- Глясе (від фр. glacé — заморожений, застиглий) — кава з морозивом.
- Капучино (італ. cappuccino) — кава з молоком і пишною піною («каптуром»).
- Лате макіато (італ. latte macchiato) — незмішане капучино, де молоко (3/4 частини), молочна піна і кава (1/4 частини) лежать шарами. Подають у високому келиху для Лате об'ємом 300 мл.
- Мока (італ. caffè mocha) — так зазвичай називають каву з додаванням шоколаду або іноді кава по-східному. Мокко — основний сорт кави, особливістю якого є шоколадний післясмак. У США цей вид кави зветься мокачино (Mochaccino).
- Ристрето (італ. ristretto) — найбільш концентрована, міцна та підбадьорлива кава, зварена в меншому, ніж еспресо, обсязі (7 г кави на 15-20 мл води). Усупереч поширеній думці, ристрето містить не так вже й багато кофеїну. Насправді в перші 15 секунд екстракції кави в ристрето потрапляють кавові ефірні олії, що створюють насичений смак та аромат кави, а кофеїн починає активно виділятися пізніше. Тому в порції ристрето вміст кофеїну навіть нижчий, ніж в порції еспресо. Напій заведено подавати в чашці для еспресо (або в спеціальній мініатюрній чашці без ручок) разом зі склянкою холодної питної води. Зазвичай перед першим ковтком ристрето роблять кілька ковтків води. Вода запобігає зневодненню організму, а також очищає смакові рецептори і дозволяє насолоджуватися кожним ковтком, як новим. Порція розрахована на один-два ковтки — тому італійці зазвичай п'ють ристрето, не відходячи від барної стійки. Додавати в ристрето цукор вважається поганим тоном.
- Фрапучино — (італ. frappuccino) — холодний кавовий напій, що продається у світовій мережі кав'ярень Starbucks. Назва «фрапучино» сформована шляхом додавання слів фрапе"фрапе" і «капучино». Уперше напій під такою назвою з'явився в мережі кав'ярень «The Coffee Connection» — у штаті Массачусетс. 1994 року ця мережа була поглинена мережею «Starbucks», яка прийняла напій у свою лінію продуктів. Усі права на рецепт і назву «фрапучино» належать компанії «Starbucks». Фрапучино виведений на ринок 1995 року, створивши цілий бум охолоджених кавових напоїв.

### Помел
Обсмажені зерна мелють в кавниці. У залежності від того, як ви збираєтеся готувати каву, підбирається помел. Грубий помел використовують для приготування кави у френч-пресі і кавоварках типу фільтрової. Тонший помел використовують для еспресо-машин. Найдрібніший помел — «у пил» — застосовують для приготування «кави по-східному» (в джезві) або для заварювання окропом у чашці.
Мелена кава досить швидко втрачає частину смаку та аромату, тому рекомендовано молоти зерна безпосередньо перед вживанням.

## Зелена кава
Готують на основі необсмажених кавових зерен. Містить більше хлорогенової кислоти, яка втрачає свої властивості при термічній обробці.

## Градація кавових зерен
У міжнародній торгівлі використовуються в основному зелені кавові зерна. Це пов'язано з тим, що зелене кавове зерно може довго зберігатися на відміну від обсмаженого — тим більше меленої кави.
На жаль, не існує універсальної системи градації кавових зерен. Кожна країна-виробник користується своєю системою визначення сортности кавового зерна, куди зазвичай входять вимоги щодо:
- виду кавових зерен (арабіка / робуста),
- регіону вирощування,
- способу обробки,
- розміру,
- кількости дефектних зерен,
- кількости сторонніх домішок,
- вологости.

### Ринок кави
Сьогодні кавовий ринок України — це сфера, що швидко розвивається і представлена такими сегментами: кава в зерновому та меленому виді, розчинна кава і кава в стиках, так звана «3в1». Більша частина (63 %) українців віком від 16 років й старші є споживачами кави. Провідну позицію займає зернова та мелена кава — 47 % населення. Сьогодні вибір продукції представлений як імпортними, так і вітчизняними торговими марками. Поява нових ТМ — це характерна ознака розвитку ринку. Упродовж останніх років середньорічне споживання кави в країні зросло на 23 %. Поки Україна займає четверте місце в Європі за кількістю випитих чашок кави: в середньому, українець споживає одну чашку в день. А 2015 року в країну було імпортовано 9 765 тонн зелених зерен.

## Соціальний аспект споживання кави
Споживання кави відіграє дуже важливу роль у спілкуванні між людьми. Ритуал приготування і пиття кави в багатьох народів є часткою національної культури. При цьому чашка кави міцно асоціюється з моментом спокою між напруженими частинами дня або з пробудженням вранці, коли людина або залишається наодинці зі своїми думками, або неспішно розмовляє з друзями чи рідними. Саме ці соціальні моменти дали поштовх великій популярності кав'ярень/кафе. Таким же чином виник і розвивається кавовий туризм.

## Кава швидкого приготування
Багато років вчені намагалися розробити способи приготування кави без традиційного заварювання. Цьому були дві основні причини: по-перше, зварити каву буває неможливо в багатьох ситуаціях — зокрема в складних похідних умовах, при відсутності посуду, джерел тепла тощо; по-друге, існувала необхідність зберігання надлишків кавових бобів (у врожайні роки), які зазвичай досить швидко втрачають аромат та інші корисні властивості. Не останню роль відігравали також потреби армії.

### Розчинна кава
Розчинна кава є продуктом перероблення кавових зерен. Результатом такого перероблення є сухий порошок, який після додавання води (зазвичай гарячої) перетворюється на напій із багатьма властивостями кави, звареної традиційним способом.
На відміну від загальної думки, історія розчинної кави досить давня. Ще 1901 року в Чикаго хімік японського походження Саторі Като виготовив у лабораторії перші зразки кавового порошку. Пізніше, 1906 року, англійський хімік Джордж Констант Вашингтон, який жив на той час у Гватемалі, помітив, як на срібних карафах із кавою залишається наліт сухого конденсованого напою. Після експериментів він винайшов процес масового виробництва розчинної кави й запровадив свою марку (бренд) Red E Coffee — наразі невідомо, чи пов'язані ці два винаходи.
1938 року швейцарський хімік Макс Моргенталер розробляє свій метод виготовлення розчинної кави на замовлення Анрі Нестле, підприємця і також хіміка, який вже встиг заробити гроші на виготовленні сухого молока. Разом вони запроваджують бренд «Нескафе». Анрі Нестле почав опікуватись розчинною кавою після запиту бразильських виробників кавових бобів, які терміново шукали спосіб зберегти надто великий врожай зерен цього року. До їхнього відчаю додавався ще й тимчасовий дефіцит вантажних суден для транспортування сировини з Бразилії до Європи.
Процес виробництва розчинної кави принципово не є складним. Усе що потрібно — це зварити звичайну каву з обсмажених і змелених бобів, а потім видалити воду з напою й отримати порошок, який після додавання води знов перетворюється на напій. Зрозуміло, що після подібних перетворень кава втрачає деякі властивості, насамперед аромат. Із часів винайдення розчинної кави інженери намагаються вдосконалити технологію аби домогтися якнайбільшої схожости смаку свого продукту з натуральною кавою.
На сьогодні існує два основних методи отримання розчинної кави — метод гарячого висушування і метод заморожування:
- метод гарячого висушування (spray-dried coffee) — зварена і концентрована кава під тиском крізь форсунки подається у вертикальну колону, в якій циркулює дуже гаряче повітря; при цьому рідина з кави миттєво випаровується й сухі гранули падають на дно колони;
- метод заморожування (freeze-dried coffee) — у цьому методі зварена кава подається в пласкому резервуарі в камеру з дуже низькою температурою і низьким тиском; при цьому відбувається швидке випаровування води з розчину і сухий залишок набуває характерного вигляду невеличких кристалів.

Метод заморожування є більш складним і витратним, але дозволяє зберегти набагато більше аромату ніж гарячий метод.
Протягом останніх років компанії почали використовувати вдосконалений процес виробництва кави. Річ у тім, що основна частка аромату, носієм якого є ефірні олії, втрачається саме під час попереднього обсмажування зелених кавових бобів — сировини для виробництва розчинної кави. У простих технологіях, таких, які існували на початку сторіччя, аромат просто втрачався, вилітав у повітря. Тепер виробники навчилися збирати і зріджувати олії, що випаровуються, а потім знову додавати їх уже до сухого продукту. Такий процес дозволяє значно покращити смак та запах кави і ще більш наблизитись до кави натуральної. При цьому олії транспортують у замороженому стані — окремо від сухої кави, яку перевозять у великих мішках/спеціальних пластикових/картонних циліндрах — «барабанах». Такий метод дає виробникам змогу значно здешевити виробництво.

## Кава і здоров'я
Наукові дослідження вивчали зв'язок між споживанням кави та різноманітними захворюваннями. Висновки були суперечливими в тому, чи має кава які-небудь конкретні переваги для здоров'я, та чи є потенційно шкідливими наслідки споживання кави.

### Нервова система
- у каві вміст кофеїну становить до 1500 мг/л; пуринові алкалоїди (кофеїн, теобромін і теофілін) при систематичному вживанні їх на рівні 1000 мг на день викликають у людини постійну потребу в них, що нагадує алкогольну залежність[35];
- кава впливає на функціювання ЦНС — причому можна чітко розділити гостру і хронічну фазу дії[36];
- кава короткочасно покращує увагу, продуктивність праці, пам'ять і настрій[37];
- кофеїн ефективний при головних болях мігренозного характеру[38], здатний знизити ризик розвитку хвороби Паркінсона[39] та Альцгеймера[40][41];
- щоденне споживання чотирьох горняток кави може знизити ризик раку органів голови та шиї на 17%, так як зернятка кави містять антиоксиданти та протизапальні сполуки. [42]
- запах кави може відновити апетит і нюхові рецептори[43];
- у результаті низки дослідів британські учені дійшли компромісного висновку: виявляється, кофеїн діє як стимулятор лише на ледачих від природи людей — для справжніх трудоголіків він не так шкідливий, як може справити зворотний ефект — себто відчутно знизити працездатність;[44]
- опубліковане у червні 2024 року дослідження, проведене у дослідницькому підрозділі Німецького аерокосмічного центру в Кельні за участю 36 здорових дорослих учасників (15 жінок і 21 чоловік віком близько 29 років) показало, що вживання кофеїну пригнічує компенсаторні механізми мозку в періоди депривації сну, потенційно посилюючи негативний вплив дефіциту сну на структуру мозку.[45]
- науково доведено, що вживання кави з кофеїном за 6-8,8 годин перед нічним відпочинком здатне погіршити якість сну. Цей ефект може проявлятися у збільшенні часу, необхідного для засинання. Також кава здатна скоротити загальний час сну, що погіршує сон наступної ночі і може сприяти залежності від кофеїну.[46]

### Сечостатева система
- кава має сильну діуретичну (сечогінну) дію[47][48] — при вживанні кави бажано компенсувати втрату рідини;
- існують дані про те, що кава може знизити ризик розвитку раку грудей у жінок[49];
- література, що стосується раку простати і вживання кави, не дозволяє зробити висновки про ризик або користь, пов'язану зі вживанням кави.[50]

### Серцево-судинна система
- кава може викликати підвищення артеріального тиску приблизно на 10 мм рт. ст., у людей, які вживають її нечасто[51][52][53];
- систематичне вживання кави у більшості людей не підвищує артеріальний тиск[54],[55][56], проте є дані, що в деяких людей кава може викликати невелике, але стійке підвищення артеріального тиску[57];
- більшість досліджень не показали зв'язку коронарної хвороби серця з вживанням кави[58][59][60];
- нефільтрована кава може викликати підвищення загального холестерину в плазмі крові[61][62].

#### Паперовий фільтр проти холестерину в крові
Дослідженнями встановлено, що регулярне споживання нефільтрованої кави підвищує рівень холестерину у плазмі крові людини, натомість фільтрована кава не призводить до зазначеного ефекту. «Відповідальність» за такий ефект покладається на дитерпени кафестол і кахвеол.
Якщо гарячу воду лити безпосередньо на кавовий порошок, кафестол розчиняється у напої. Те саме відбувається і тоді, коли тонко змелену каву доводять до кипіння декілька разів (кава по-турецьки) або коли замість паперового фільтру використовують металевий — такий, як у французьких машинках для кави. Без паперового фільтру кафестол залишається у завареній каві.
Одна чашечка нефільтрованої кави, яка може містити до чотирьох міліграмів кафестолу, підвищує рівень холестерину приблизно на 1 %.[джерело?] Еспресо також містить кафестол, оскільки його готують без паперового фільтру, однак воно менше підвищуватиме рівень холестерину, якщо його пити маленькими чашечками.
Кава, приготовлена з використовуванням паперового фільтру, кафестолу не містить.

### Ендокринна система і обмін речовин
- систематичне вживання кави здатне поліпшити чутливість до інсуліну[68] і знизити ризик розвитку цукрового діабету 2 типу[69],[70],[71][72],[73];
- споживання кави може призвести до залізодефіцитної анемії в матері і дитини.[74]; кава також перешкоджає засвоєнню додаткового заліза.[75] — втручання в абсорбцію заліза пов'язане з поліфенолами, присутніми в каві.[76]

### Травна система
- уживання кави трохи знижує частоту закрепів[77];
- кава суттєво знижує ризик розвитку цирозу печінки[78];
- уживання кави збільшує ризик кислотного рефлюксу і пов'язаних з ним захворювань.[79]

### Опорно-рухова система
- уживання кави може зменшити щільність кісток у жінок зрілого віку і збільшити ризик розвитку переломів (див. Остеопороз).[80][81]

### Загальні ефекти
- багато досліджень показали, що помірне вживання кави знижує загальну смертність[82][83][84].